# В поиске (телесериал, 2016)
Не следует путать с телесериалом «В поиске» 2014 года.
«В поиске» (англ. Search Party, рус. Поисковая группа) — американский телевизионный сериал в жанре чёрной комедии, выходивший с 2016 по 2022 год. Премьера первых двух сезонов состоялась на канале TBS, трёх последующих — на платформе HBO Max.

## Сюжет
Жительница Бруклина Дори Сиф узнаёт о таинственном исчезновении девушки, с которой училась в колледже. Она уговаривает нескольких друзей принять участие в поисках пропавшей.

## Актёры

### Главные роли
- Алия Шокат — Дори Сиф
- Джон Рейнольдс — Дрю Гарднер
- Джон Эрли — Эллиотт Госс
- Мередит Хагнер — Порша Дэвенпорт

### Второстепенные персонажи
- Клэр Макналти — Шанталь Уизерботтом
- Брэндон Майкл Холл — Джулиан Маркус
- Джеффри Селф — Марк
- Рон Ливингстон — Кит Пауэлл
- Фиби Тайерс — Эйприл
- Кристин Тейлор — Гейл
- Коул Эскола — Чип Рек

## Отзывы
Сериал получал высокие оценки от критиков на протяжении всего времени выхода в эфир. Рейтинг пяти сезонов на сайте Rotten Tomatoes варьируется в диапазоне от 93 до 100 со средним значением 96%.